# Albanisch-portugiesische Beziehungen
Die albanisch-portugiesischen Beziehungen beschreiben das zwischenstaatliche Verhältnis zwischen Albanien und Portugal. Die Länder unterhalten seit 1977 direkte diplomatische Beziehungen.
Die bilateralen Beziehungen gelten als gut, wenn auch wenig intensiv. Beiden Staaten sind Partner in einer Vielzahl internationaler Organisationen, darunter die Organisation für Sicherheit und Zusammenarbeit in Europa (OSZE) und der Europarat, die NATO, die Welthandelsorganisation, die Weltbank und die verschiedenen UN-Organisationen. Albanien ist zudem seit 2014 Beitrittskandidat der Europäischen Union, der Portugal seit 1986 angehört. Günstig auf die albanisch-portugiesischen Beziehungen wirkten sich auch die guten kosovarisch-portugiesischen Beziehungen aus.
Im Jahr 2014 waren keine portugiesischen Staatsbürger konsularisch in Albanien registriert, während im Jahr 2015 in Portugal 42 Bürger Albaniens gemeldet waren.

## Geschichte

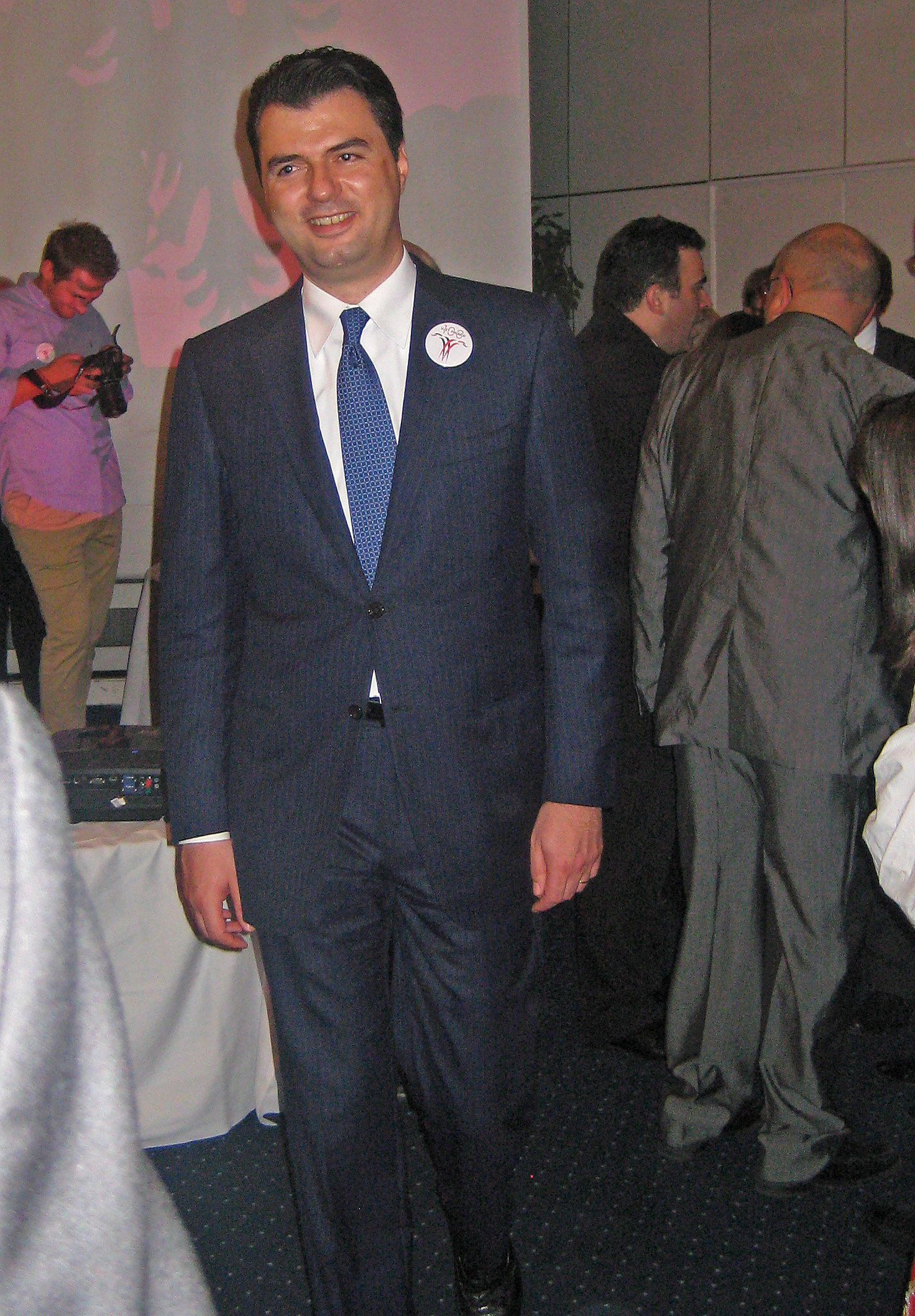
Außenminister Basha (2007–2009) besuchte auch Portugal, um für Albaniens Aufnahme in die NATO zu werben

Portugal erkannte am 25. Mai 1922 die Unabhängigkeit Albaniens an, das 1912 unabhängig und 1920 in den Völkerbund aufgenommen worden war. Die Beziehungen vertieften sich danach jedoch nicht weiter: In Albanien, das in den 1920er Jahren zunehmend unter den Einfluss des faschistischen Italiens geriet, kämpften im Zweiten Weltkrieg Partisanen gegen die italienische, später die nazideutsche Besatzung. Nach Abzug der Wehrmacht 1944 errichtete Enver Hoxha eine kommunistische Einparteienherrschaft in Albanien. Portugals antikommunistische Diktatur unter Salazar war währenddessen neutral geblieben.
Die linksgerichtete Nelkenrevolution beendete 1974 das antikommunistische Estado Novo-Regime in Portugal. Am 21. Juni 1977 gingen Albanien und Portugal diplomatische Beziehungen ein. Als erster portugiesischer Botschafter in Albanien akkreditierte sich am 17. November 1988 José Morais da Cunha Matos, Portugals Vertreter mit Amtssitz in der bulgarischen Hauptstadt Sofia.
Mit dem Ende der Sozialistischen Volksrepublik Albanien 1990 und der Stabilisierung des Landes in den 2000er Jahren näherte sich das Land europäischen Institutionen an. In dem Zusammenhang kam es auch zu einigen Treffen albanischer und portugiesischer Minister und Staatssekretäre. Dabei warb Albanien um die Unterstützung Portugals, etwa bei der Aufnahme in die NATO (2009 ratifiziert).
Bereits 1997 war mit dem albanischen Außenminister Tritan Shehu erstmals ein hochrangiger Politiker Albaniens zum Staatsbesuch nach Portugal gekommen. Bei der Weltausstellung in Lissabon fanden vom 9. bis 11. September 1998 Albanien-Tage statt, bei der das Land sich präsentierte. Begleitet von einer albanischen Kommission unter Ministerpräsident Nano stellte dies den bis dahin intensivsten bilateralen Kontakt dar. Es folgten eine Reihe bilateraler Treffen und Kooperationen auf mittlerer Ebene

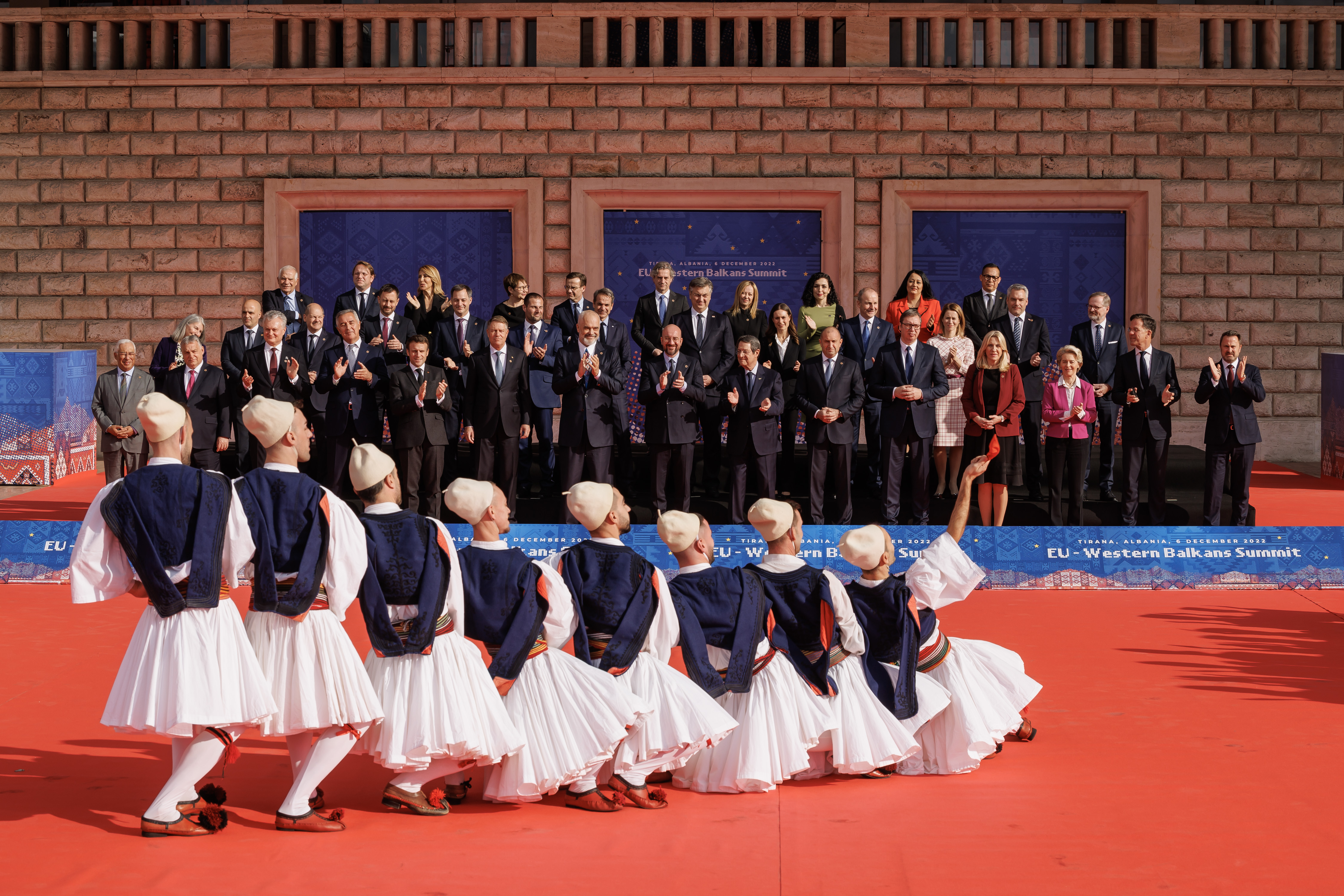
António Costa (ganz links) während des Treffens von Ministerpräsidenten und Staatspräsidenten der EU und des Westbalkans im Dezember 2022 in Tirana

Der Besuch des portugiesischen Außenministers Luís Amado 2007 in Tirana während des portugiesischen EU-Vorsitzes markierte danach einen erneuten Höhepunkt. Auch albanische Politiker besuchten Portugal danach gelegentlich, etwa im Rahmen des NATO-Gipfels in Lissabon 2010.

## Diplomatie
Portugal unterhält keine eigene Botschaft in Albanien; zuständig ist die portugiesische Vertretung in der italienischen Hauptstadt Rom. In der albanischen Hauptstadt Tirana besteht ein portugiesisches Honorarkonsulat, zudem werden einige konsularische Dienstleistungen in Räumen der französischen Botschaft in Tirana angeboten.
Die albanische Vertretung in Portugal residiert in der Rua Joaquim António de Aguiar Nummer 64 in der Lissabonner Stadtgemeinde São Sebastião da Pedreira und ist der Botschaft Albaniens in Rom unterstellt. Albanische Honorarkonsulate sind in Porto und in Funchal auf der Insel Madeira eingerichtet.

## Wirtschaft

Logo des portugiesischen Pharmaherstellers BIAL: Medikamente gehören zu den wichtigsten Ausfuhrgütern Portugals nach Albanien

Die portugiesische Außenhandelskammer AICEP unterhält kein Kontaktbüro in Albanien; zuständig ist die AICEP-Niederlassung in der bulgarischen Hauptstadt Sofia.
2010 beschlossen beide Länder die Gründung der bilateralen Industrie- und Handelskammer Câmara de Comércio e Industria Luso Albanesa.
Im Jahr 2016 exportierte Portugal Waren im Wert von 6,10 Mio. Euro nach Albanien (2015: 5,99 Mio.; 2014: 3,83 Mio.; 2013: 2,97 Mio.; 2012: 2,16 Mio.), davon 31,8 % chemisch-pharmazeutische Produkte, 19,2 % landwirtschaftliche Erzeugnisse, 14,7 % Metallwaren, 13,3 % Papier und Zellulose und 5,4 % Maschinen und Geräte.
Im gleichen Zeitraum lieferte Albanien Güter im Wert von 0,31 Mio. Euro an Portugal (2015: 0,16 Mio.; 2014: 0,10 Mio.; 2013: 0,08 Mio.; 2012: 0,04 Mio.), davon 37,7 % Treibstoffe, 27,1 % Maschinen und Geräte, 20,4 % Kunststoffe, 5,1 % Fahrzeuge und Fahrzeugteile und 4,6 % Papier und Zellulose.
Damit stand Albanien im portugiesischen Außenhandel an 115. Stelle unter den Abnehmern und an 153. Stelle unter den Lieferanten, während Portugal im Jahr 2015 im Außenhandel Albaniens an 57. Stelle unter den Abnehmern und an 44. Stelle unter den Lieferanten stand.

## Kultur
Wichtigste Kulturinstitution in den bilateralen Beziehungen ist die luso-albanische Stiftung Luso-Illyrian Institute for Human Development (iLIDH). Die 2007 von Portugiesen mit Balkanbezug im portugiesischen Mafra gegründete Stiftung nimmt bereits mit ihrem Namen gleichermaßen Bezug zur Balkanregion, zu der auch Albanien gehört (Illyrien), und zu Portugal (über sein mythisches Urvolk der Lusitaner). Die Stiftung initiiert und unterstützt eine Vielzahl Projekte in den Bereichen Bildung, Kultur, Sozialwissenschaften, Forschung und Entwicklungszusammenarbeit, insbesondere in Verwaltung und Organisationsmanagement. Nach Büros in Prag und Brüssel eröffnete 2012 auch in Tirana eine iLIDH-Repräsentanz.

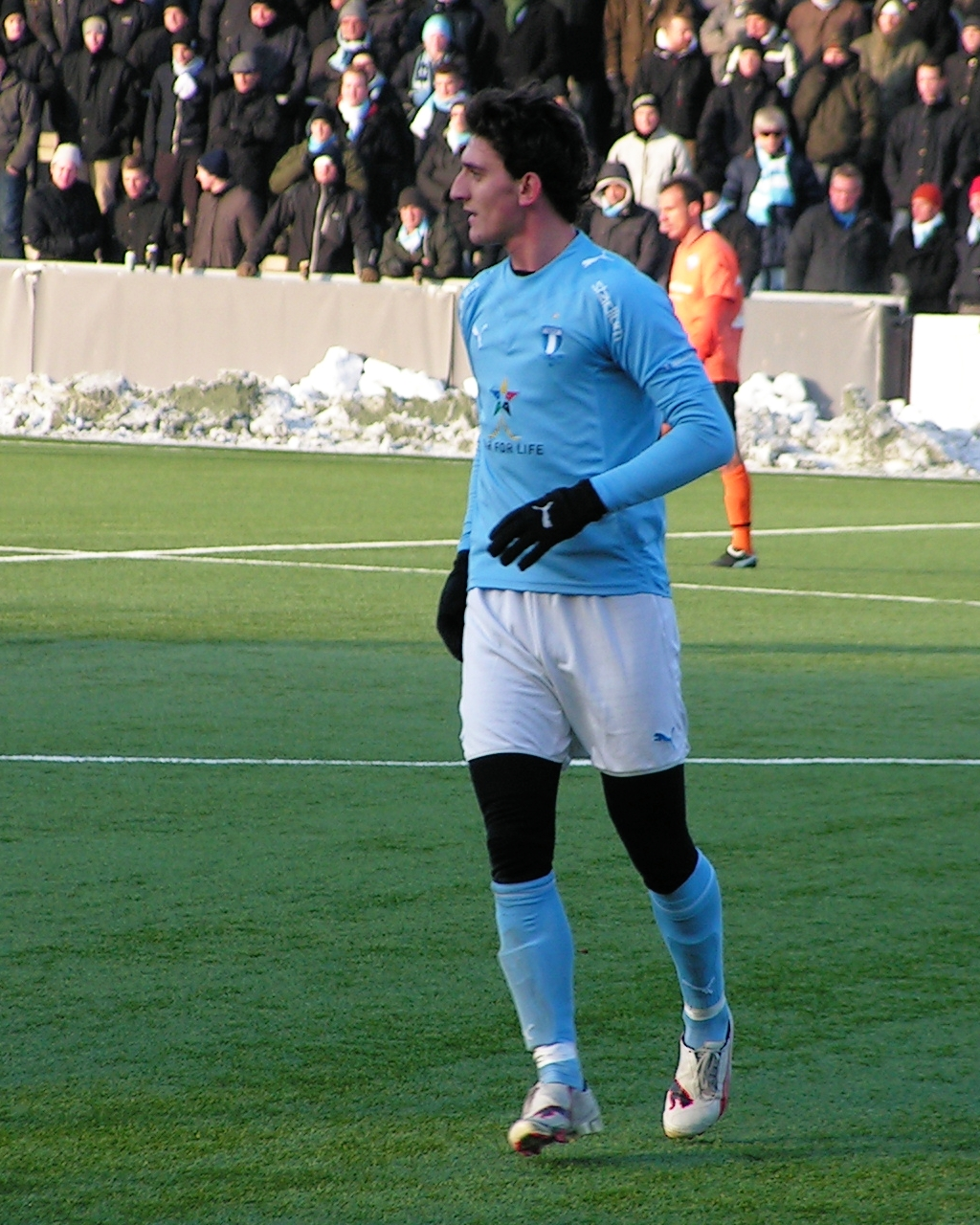
Agon Mehmeti (im Trikot des Malmö FF, 2010) ist einer der wenigen Albaner, die auch in Portugal spielten

Der albanische Regisseur Gentian Koçi besetzte in seinem Film Kaffee und ein Paar neue Schuhe (2022) die Titelrolle der Zwillingsbrüder Gëzim und Agim mit den portugiesischen Zwillingsbrüdern Edgar und Rafael Morais.

## Sport

### Fußball
Die Albanische Fußballnationalmannschaft und die Portugiesische Nationalelf trafen bisher sieben Mal aufeinander, erstmals in Tirana am 9. Oktober 1996. Das Spiel in der Gruppe 9 der Qualifikation zur WM 1998 konnte Portugal 3:0 für sich entscheiden. Insgesamt blieb die portugiesische Auswahl fünfmal siegreich, einmal gewann Albanien und einmal trennte man sich unentschieden (Stand April 2017).
Portugiesische Fußballer sind nur sehr selten in Albanien aktiv. Albanische Spieler treten dagegen etwas häufiger auch für portugiesische Vereine an, darunter der albanische Nationalspieler Adrian Bajrami, der 2018 in die Jugendabteilung von Benfica Lissabon wechselte. Weitere Beispiele sind der albanische Nationalspieler Agon Mehmeti, der 2013/14 für den portugiesischen Verein SC Olhanense spielte, der spanisch-albanische Iván Balliu, der von 2013 bis 2015 für den FC Arouca aktiv war, und Agim Zeka, der 2018 für Varzim SC und 2019 für Leixões SC auflief. Die albanische Nationalspielerin Markela Bejleri unterschrieb 2024 beim portugiesischen Klub Vilaverdense.
Die albanische und die portugiesische Nationalmannschaft der Frauen trafen bislang zweimal aufeinander. Beide Spiele gewannen die Portugiesinnen (Stand April 2017).

### Andere
Der albanisch-US-amerikanische Basketballspieler Jason Forrestal spielte für mehrere portugiesische Teams.